# Isole Salomone ai Giochi della XXX Olimpiade
Le Isole Salomone hanno partecipato ai Giochi della XXX Olimpiade di Londra, che si sono svolti dal 27 luglio al 12 agosto 2012, con una delegazione di 4 atleti.

## Atletica leggera
| Gara  | Atleta       | Batterie | Batterie | Quarti          | Quarti          | Semifinali      | Semifinali      | Finale          | Finale          |
| Gara  | Atleta       | Tempo    | Pos.     | Tempo           | Pos.            | Tempo           | Pos.            | Tempo           | Pos.            |
| ----- | ------------ | -------- | -------- | --------------- | --------------- | --------------- | --------------- | --------------- | --------------- |
| 100 m | Chris Walasa | 11"42    | 6º       | Non qualificato | Non qualificato | Non qualificato | Non qualificato | Non qualificato | Non qualificato |

| Gara  | Atleta         | Batterie | Batterie | Quarti          | Quarti          | Semifinali      | Semifinali      | Finale          | Finale          |
| Gara  | Atleta         | Tempo    | Pos.     | Tempo           | Pos.            | Tempo           | Pos.            | Tempo           | Pos.            |
| ----- | -------------- | -------- | -------- | --------------- | --------------- | --------------- | --------------- | --------------- | --------------- |
| 100 m | Pauline Kwalea | 12"90    | 5ª       | Non qualificata | Non qualificata | Non qualificata | Non qualificata | Non qualificata | Non qualificata |

## Judo
Maschile
| Atleta    | Evento | Preliminari          | 16-esimi                   | Ottavi                     | Quarti di finale     | Semifinali           | 1º Turno ripescaggi  | Ripescaggi Quarti    | Ripescaggi Semifinali | Finale               |
| Atleta    | Evento | Avversario Risultato | Avversario Risultato       | Avversario Risultato       | Avversario Risultato | Avversario Risultato | Avversario Risultato | Avversario Risultato | Avversario Risultato  | Avversario Risultato |
| --------- | ------ | -------------------- | -------------------------- | -------------------------- | -------------------- | -------------------- | -------------------- | -------------------- | --------------------- | -------------------- |
| Tony Lomo | −60 kg |                      | Neuso Sigauque V 0100-0010 | Sofiane Milous P 0001-0020 | Non qualificato      | Non qualificato      | Non qualificato      | Non qualificato      | Non qualificato       | Non qualificato      |

## Sollevamento pesi
Femminile
| Atleta      | Evento | Strappo   | Strappo    | Slancio   | Slancio    | Totale | Classifica |
| Atleta      | Evento | Risultato | Classifica | Risultato | Classifica | Totale | Classifica |
| ----------- | ------ | --------- | ---------- | --------- | ---------- | ------ | ---------- |
| Jenlyn Wini | -58 kg | 65        | 19ª        | 95        | 17ª        | 160    | 17ª        |